# Лэй, Оливер
Оливер Ингрэм Лэй (англ. Oliver Ingraham Lay; 1845—1890) — американский художник-портретист.

## Биография
Родился 31 января 1845 года в Нью-Йорке.
Первоначальное художественное образование получил в США. Путешествовал по Европе, в 1860 году вернулся в Соединенные Штаты и начал свою профессиональную карьеру художника. Был постоянным экспонентом Century Association и Национальной академии дизайна.
Умер 28 июня 1890 года в Стратфорде, штат Коннектикут. Похоронен на нью-йоркском кладбище Cedar Hill Cemetery and Mausoleum.
Был женат на Hester Marian Wait Lay (1845—1900), у них был сын — Лэй, Чарльз (1877—1956) — американский архитектор.

## Труды
Работы художника находятся в музейных коллекциях в США и Англии, в том числе Национальной академии дизайна, Смитсоновском музее американского искусства, картинной галерее Королевского шекспировского театра (Стратфорд-на-Эйвоне, Англия).

Некоторые работы
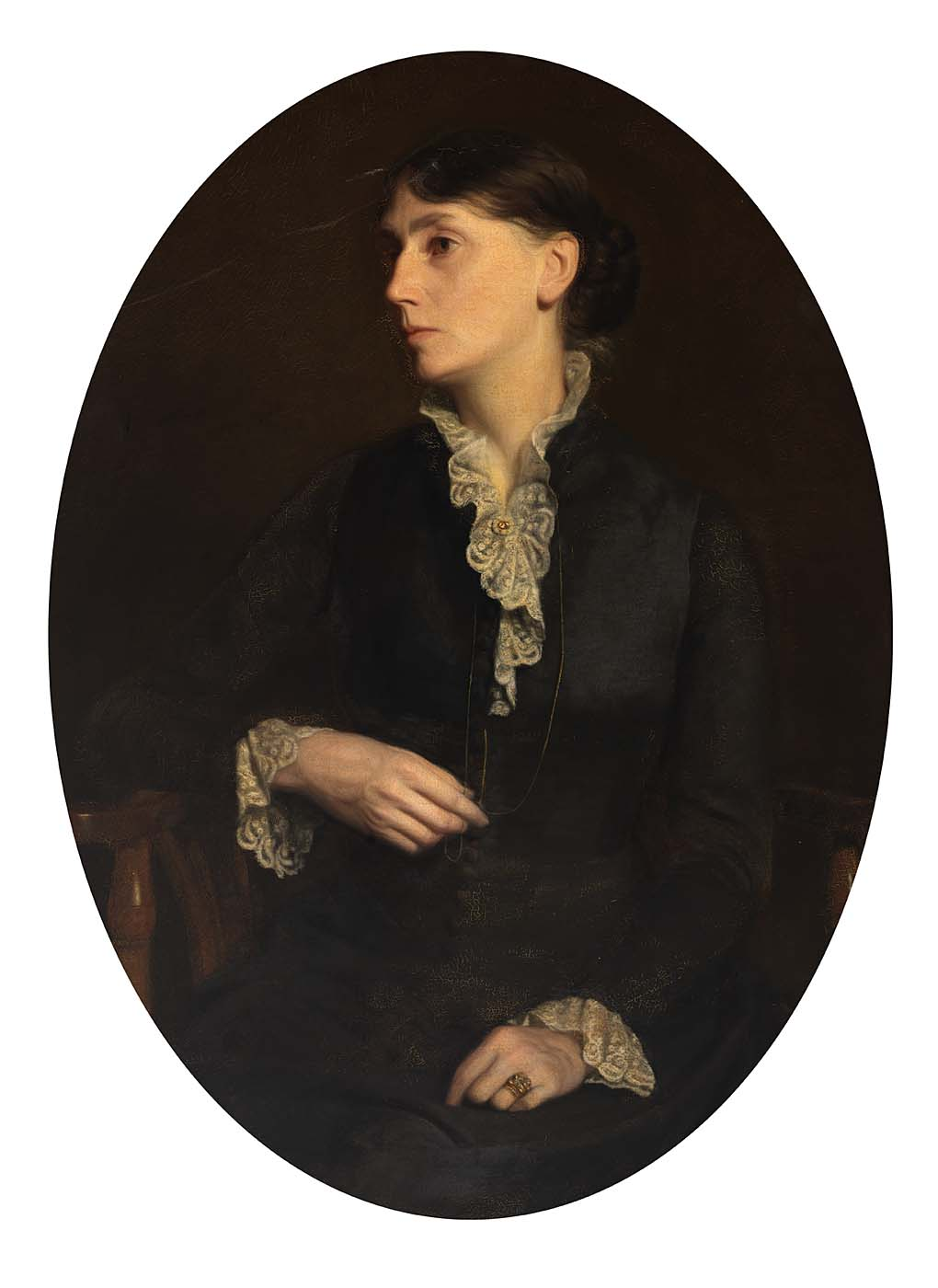
Портрет Фиделии Бриджес
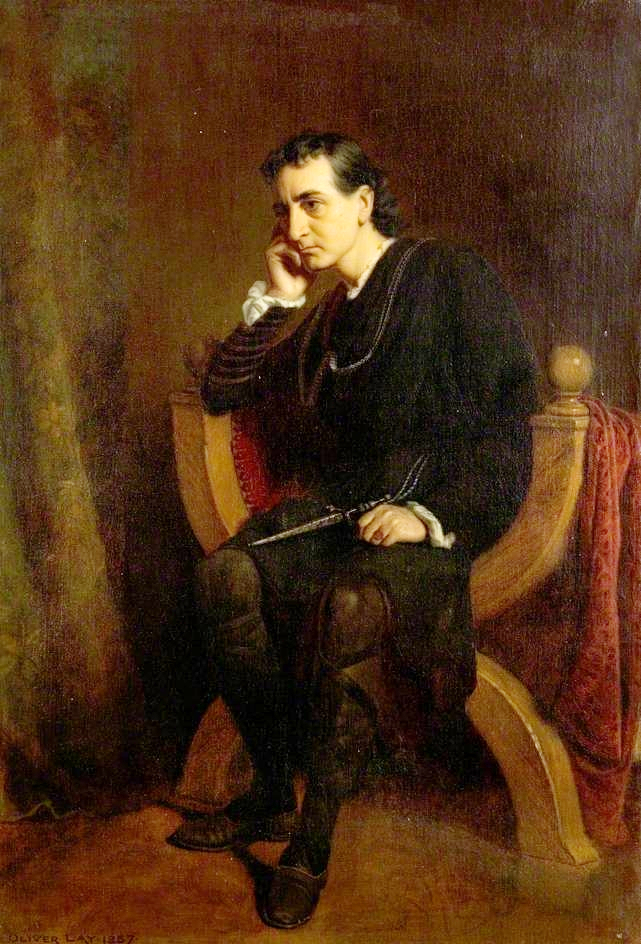
Портрет Эдвина Бута